# Helēna Bitnere
Helēna Bitnere (nacida el 16 de diciembre de 1935 en Riga, Letonia) es una exjugadora de baloncesto soviética. Consiguió 3 medallas en competiciones oficiales con URSS.